# Virginie Ledoyen

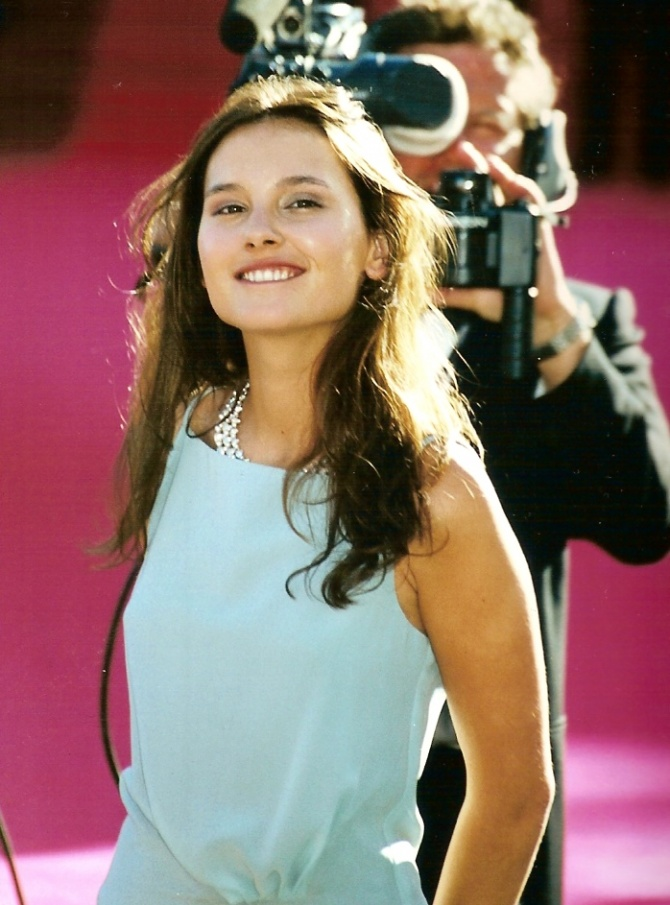
Ledoyen in 2000

Virginie Ledoyen, (Parijs, 15 november 1976) is een Franse actrice. 

## Biografie
Virginie Ledoyen werd geboren met de achternaam Fernandez, maar koos Ledoyen als artiestennaam, naar de achternaam van haar grootmoeder langs vaderskant. De Française speelt voornamelijk in Franse films, maar maakte ook Engelstalige uitstapjes, zoals The Beach (2000) en Holly (2006). Ledoyen is behalve actrice ook model. Zo was ze in 1999 het gezicht van cosmeticamerk L'Oréal.
Ledoyen werd voor haar rollen in zowel L'eau froide (1995) als La fille seule (1996) genomineerd voor de César voor meest veelbelovende actrice.

## Filmografie
- L'Amour et les Forêts (2023)
- Le Retour (2023)
- L'emmerdeur (A Pain in the Ass, 2008)
- Mes amis, mes amours (London mon amour, 2008)
- Un baiser s'il vous plaît (Shall We Kiss?, 2007)
- Holly (2006)
- Bosque de sombras (BackWoods, 2006)
- La Doublure (2006)
- Seed of Contention (2006)
- Saint Ange (2004)
- Mais qui a tué Pamela Rose? (2003)
- Bon Voyage (2003)
- Josy (2002)
- 8 femmes (8 Women, 2001)
- De l'amour (All About Love, 2001)
- The Beach (2000)
- Les Misérables (tv-miniserie, 2000)
- Jeanne et le garçon formidable (Jeanne and the Perfect Guy, 1998)
- A Soldier's Daughter Never Cries (1998)
- Fin août, début septembre (Late August, Early September, 1998)
- En plein coeur {In All Innocence} (1998)
- Ma 6-T va crack-er (1997)
- Héroïnes (1997)
- Marianne (1997)
- Mahjong (1996)
- La fille seule (A Single Girl, 1995)
- La Cérémonie (1995)
- Sur la route (1995)
- Les sensuels (1995)
- La folie douce (Loose Screws, 1994)
- L'eau froide (Cold Water, 1994)
- Les marmottes (The Groundhogs, 1993)
- Lo más natural (The Most Natural Thing, 1991)
- Le voleur d'enfants (The Children Thief, 1991)
- Mima (1991)
- Les exploits d'un jeune Don Juan (1987)

## Filmprijzen
- Zilveren Beer op het Filmfestival van Berlijn - samen met haar zeven medespeelsters in 8 femmes
- European Film Award - samen met haar zeven medespeelsters in 8 femmes
- Filmfestival van Parijs - beste actrice (voor Jeanne et le garçon formidable, 1998)